# Narzędzie tortur

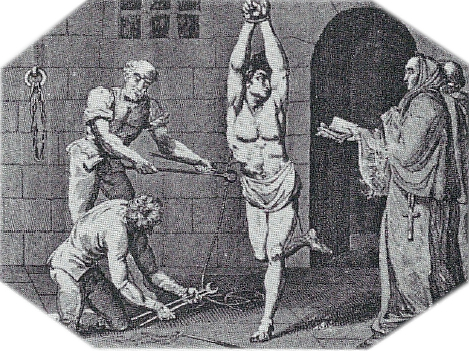
szarpanie ciała szczypcami

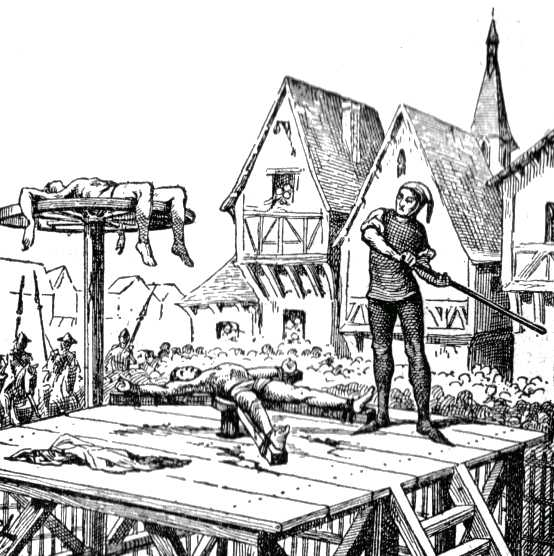
Łamanie na kole

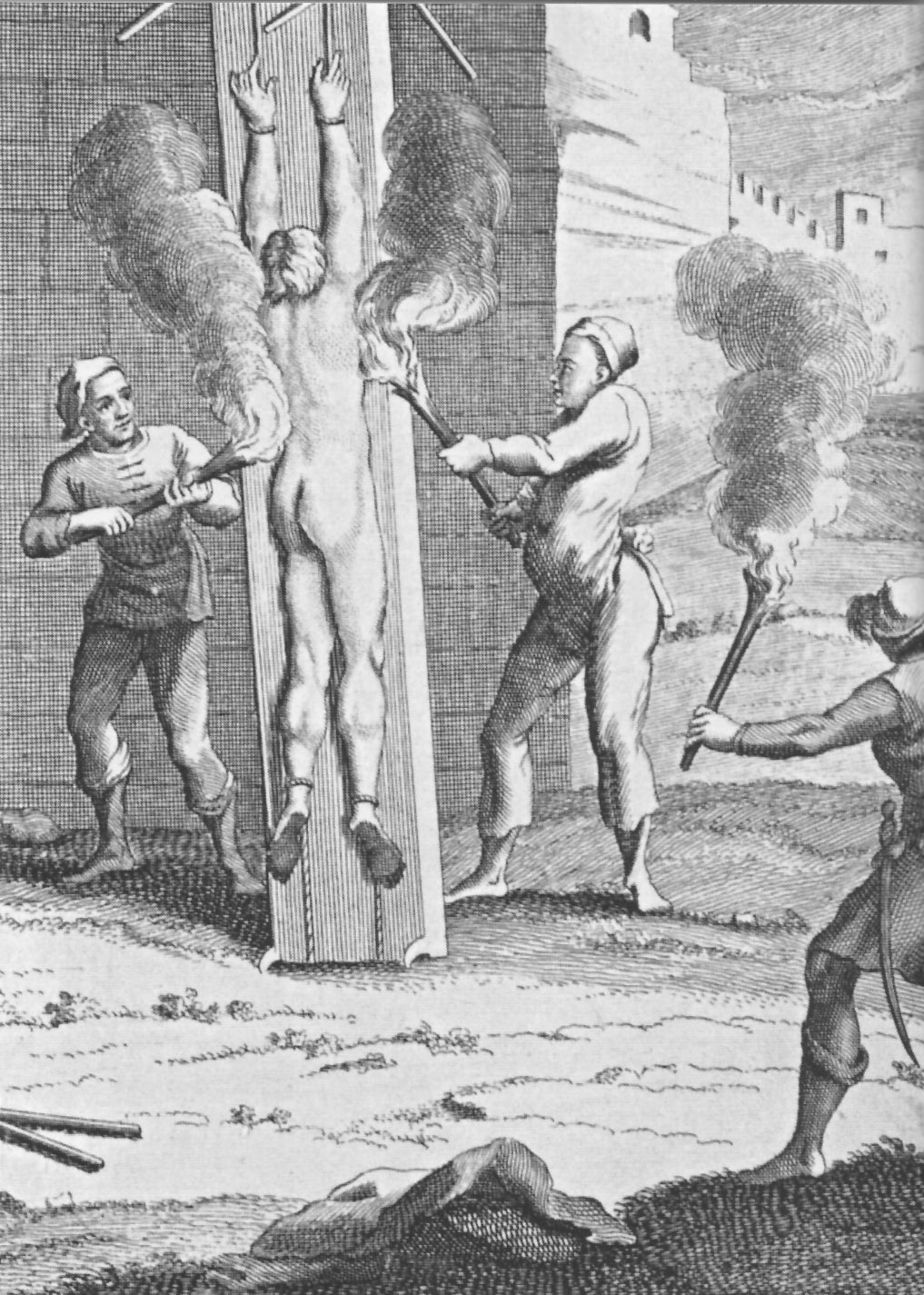
Przypalanie ogniem

Narzędzia tortur – różnego rodzaju urządzenia, które służyły do zadawania bólu podczas tortur. Najczęściej stosowane były przez katów, którzy byli specjalnie przeszkoleni w kierunku efektywnego ich wykorzystania.

## Narzędzia tortur
- bocian
- chińska tortura wodna
- gruszka
- hiszpańskie buty
- kołyska Judasza
- kozioł czarownic
- krzesło inkwizytorskie
- krzyż modlitewny
- drabina
- krosno
- łoże sprawiedliwości (madejowe łoże, ława tortur)
- toca
- wahadło
- widełki heretyków
- zgniatacz głowy
- zgniatacz kciuków
- żelazna dziewica

## Narzędzia kar
- beczka
- chłosta
- dyby
- falaka
- flet hańby
- gąsior
- kamienie hańbiące
- klatka błaznów
- kłoda
- kuna
- łamanie kołem
- maski wstydu
- nabicie na pal
- piętnowanie
- płaszcz hańby
- praszczęta
- pręgierz
- spalenie na stosie
- sambenito
- zmiażdżenie